# تام موناگهان
تام موناگهان (انگلیسی: Tom Monaghan؛ زادهٔ ۲۵ مارس ۱۹۳۷) کارآفرین، بازرگان و مدیر ارشد اجرایی آمریکایی ایرلندی‌تبار است، که در سال ۱۹۶۰ شرکت دومینوز پیتزا را تأسیس نمود. این شرکت در حال حاضر با بیش از ۱۰٫۰۰۰ شعبه در کشورهای مختلف، به‌عنوان بزرگ‌ترین پیتزافروشی زنجیره‌ای جهان شناخته می‌شود.